# Partizanski sabirni logori
Prvi sabirni logor na partizanskom području otvoren je u prosincu 1943. na području Like (Otočac). Kako se približavao kraj rata, od jeseni 1944., a osobito po svršetku rata, otvarani su koncentracijski logori u koje su bili smješteni pripadnici poraženih vojnih postrojba te velik broj civila, na temelju optužbe da su neprijatelji naroda, tj. nove komunističke vlasti. Bili su zatvarani prema političkom (građanska inteligencija ili članovi bivših građanskih stranaka), društveno-gospodarskom ili klasnom (posjednici) ili pak prema etničkom načelu (Folksdojčeri, Mađari). U Hrvatskoj je bilo više desetaka koncentracijskih logora, a bili su prolazni, sabirni, radni, kazneni i logori smrti. Najveći su bili u okolici Zagreba, Karlovca, Čakovca, Bjelovara, Požege, Osijeka te u Lepoglavi. Većina sabirnih logora za ostalo stanovništvo bila je zatvorena 1946., ali su neki za vojne zarobljenike djelovali do 1953. Većina je zatočenika nakon zatvaranja koncentracijskih logora bila upućivana na prisilan rad (na poljoprivredna dobra, prometnice, u rudnike, šumarije, ciglane, hidrocentrale i dr.), gdje im se život nije bitno razlikovao od onoga u sabirnom logoru (odvojenost, ograničeno kretanje, loši životni uvjeti).

## Logori
- Sabirni logor Valpovo
- Sabirni logor Krndija
- Sabirni logor Knićanin
- Sabirni logor Josipovac
- Sabirni logor Goli otok

## Procjene broja stradalih
Pouzdanije procjene broja stradalih postoje samo za koncentracijske logore za Folksdojčere (najveći su bili Valpovo i Krndija), koji su u Hrvatskoj djelovali do ljeta 1946., a u njima je (uglavnom od iscrpljenosti, gladi i tifusa) stradalo do 10.000 ljudi.